# Академія образотворчих мистецтв (Гданськ)
Академія образотворчих мистецтв у Гданську, пол. Akademia Sztuk Pięknych w Gdańsku — вищий навчальний заклад, заснований 1945 року як Державний інститут образотворчих мистецтв у Сопоті, потім перейменована в Національну Вищу школу образотворчих мистецтв (PWSSP). У 1954 році Академію образотворчих мистецтв перенесено із Сопоту до Гданська до відновленої Великої Збройової палати. У 1968 році школа отримала новий, сучасний корпус, розроблений професором університету Ришардом Семкі. З 1996 року має статус Академії образотворчих мистецтв.